# Municipio de Pleasant Valley (condado de Hand)
El municipio de Pleasant Valley (en inglés: Pleasant Valley Township) es un municipio ubicado en el condado de Hand en el estado estadounidense de Dakota del Sur. En el año 2010 tenía una población de 23 habitantes y una densidad poblacional de 0,25 personas por km².

## Geografía
El municipio de Pleasant Valley se encuentra ubicado en las coordenadas 44°14′54″N 99°1′2″O / 44.24833, -99.01722. Según la Oficina del Censo de los Estados Unidos, el municipio tiene una superficie total de 93.41 km², de la cual 92,16 km² corresponden a tierra firme y (1,33 %) 1,24 km² es agua.

## Demografía
Según el censo de 2010, había 23 personas residiendo en el municipio de Pleasant Valley. La densidad de población era de 0,25 hab./km². De los 23 habitantes, el municipio de Pleasant Valley estaba compuesto por el 95,65 % blancos, el 4,35 % eran asiáticos. Del total de la población el 0 % eran hispanos o latinos de cualquier raza.